# Miller Spur
Der Miller Spur ist ein vereister Felssporn im westantarktischen Marie-Byrd-Land. An der Ruppert-Küste erstreckt er sich vom Mount Giles ausgehend in nordöstlicher Richtung. Er endet in Form eines kleinen Felsenkliffs 1,5 km westlich des unteren Abschnitts des Hull-Gletschers.
Teilnehmer der United States Antarctic Service Expedition (1939–1941) entdeckten und fotografierten ihn bei einem Überflug am 18. Dezember 1940. Das Advisory Committee on Antarctic Names benannte ihn 1974 nach Linwood Thomas Miller (1893–1961), Teilnehmer an der zweiten Antarktisexpedition (1933–1935) des US-amerikanischen Polarforschers Richard Evelyn Byrd.